# Королівський коледж психіатрів
Королівський коледж психіатрів (англ. Royal College of Psychiatrists) — основна професійна організація психіатрів у Сполученому Королівстві. Відповідає за представництво спільноти психіатрів, психіатричні дослідження та надання громадськості інформації про проблеми психічного здоров'я. Коледж надає поради особам, відповідальним за навчання та сертифікацію психіатрів у Великій Британії.

## Історія
Від 1841 року Коледж існує в різних формах, розпочавши діяльність як Асоціація медичних працівників притулків та лікарень для божевільних.
У 1865 р. вона стала Медико-психологічною асоціацією.
У 1926 р. ця Асоціація отримала Королівську хартію, і стала Королівською медико-психологічною асоціацією.
У 1971 р. додаткова хартія надала Асоціації статус Королівського коледжу психіатрів.
Окрім публікації багатьох книг та видання кількох журналів, Коледж надає для громадськості інформацію про проблеми психічного здоров'я. Її офіси розташовані на вулиці Прескот-21 у м. Лондоні, поблизу Олдгейт. Коледж раніше знаходився на площі Белграйв.
В Коледжі є відділ стратегічних комунікацій.
Понад 90 % служб психічного здоров'я у Великій Британії беруть участь у роботі Центру покращення якості цього Коледжу.

## Логотип
Символ Коледжу містить традиційний посох Асклепія, що символізує медицину, і крила пов'язані з Психеєю. Символ був затверджений у Королівській медико-психологічній асоціації в 1926 році, і був погоджений з Колегією в 1971 р., та зареєстрований в Шотландії.

## Членство
Участь у роботі Коледжу беруть
- психіатри Великої Британії, які можуть не перебувати у навчальних класах чи на основних посадах консультантів;
- зареєстровані (ліцензовані) лікарі, котрі працюють у Великій Британії та відповідають певним критеріям Коледжу;
- стипендіати, котрі зробили вагомий та виразний внесок власне у психіатрію (під умовою отримання ними стипендії з попереднім членством у Коледжі не менше 10 років);
- запропоновані кандидати у членство Коледжу від двох дійсних членів Коледжу;
- членство іноземців з п'ятирічним досвідом роботи в психіатрії, які мають кваліфікацію спеціаліста з психіатрії та проживають за межами Великої Британії.

## Керівники
Президент Коледжу обирається на трирічний термін та обіймає посаду голови Королівського коледжу психіатрів. Президенти Коледжу:
- 1971—1975 рр. — професор Мартін Рот; перший президент Коледжу
- 1975—1978 рр. — професор Вільям Лінфорд Різ;
- 1978—1981 рр. — професор Десмонд Артур Понд;
- 1981—1984 рр. — професор Кенет Роунслі;
- 1984—1987 рр. — доктор Томас Бевлі;
- 1987—1990 рр. — доктор Джеймс Літхем Тенант Бірлі;
- 1990—1993 рр. — професор Ендрю Сімс;
- 1993—1996 рр. — доктор Фіона Калдікот; перша жінка президент Коледжу
- 1996—1999 рр. — професор Роберт Еван Кендел;
- 1999—2002 рр. — професор Джон Кокс;
- 2002—2005 рр. — доктор Майк Шутер;
- 2005—2008 рр. — професор Шейла Клер Холінз;
- 2008—2011 рр. — професор Дінеш Кумар Махан Лал Бхугра;
- 2011—2014 рр. — професор Сьюзен Мері Бейлі
- 2014—2017 рр. — професор Симон Чарльз Весель[4];
- від 2017 р. — професор Венді Берн[5]